# Edson Spinello
Edson Spinello é um diretor de novelas e showrunner brasileiro. Trabalhou como diretor-geral de novelas na TV Globo dentre outros trabalhos foi responsável pela “Malhação" recuperando o ibope da mesma. Atualmente, exercendo a função na RecordTV,  dirigiu entre outros  Bela a Feia e Rei Davi,  este último série que obteve sucesso na Fox Mundo dos EUA , bem como liderança no Brasil, consolidando a Record como referência no mercado bíblico.
Fez parte do comitê artístico da RecordTV que seleciona projetos na área de teledramaturgia.
Dirigiu a série Na Mira do Crime para a Fox e foi consultor de roteiro no longa-metragem Sobrevivente Urbano, que conquistou 11 prêmios internacionais.
Dirigiu a novela "Apocalipse" primeira novela biblica contemporanea.
2023 dirigiu o filme “Mamonas o impossível não existe” bem como a série "Mamonas" para Sony e Record, ainda sem data de estreia.
Edson Spinello Foi casado com a jornalista Sonia Bridi, com quem tem uma filha chamada Mariana Bridi. Atualmente é casado com a atriz Hedla Lopes com quem tem uma filha chamada Lunna.

## Trabalhos como diretor
| Ano       | Obra            | Emissora    | Cargo         |
| --------- | --------------- | ----------- | ------------- |
| 2017      | Apocalipse      | Rede Record | direção geral |
| 2012/2013 | Balacobaco      | Rede Record | direção geral |
| 2012      | Rei Davi        | Rede Record | direção geral |
| 2010      | Balada, Baladão | Rede Record | direção geral |
| 2009/2010 | Bela, a Feia    | Rede Record | direção geral |
| 2007/2008 | Amor e Intrigas | Rede Record | direção geral |
| 2006/2007 | Bicho do Mato   | Rede Record | direção geral |
| 2004/2005 | Começar de Novo | Rede Globo  | direção geral |
| 1999/2003 | Malhação        | Rede Globo  | direção geral |
| 1998      | Corpo Dourado   | Rede Globo  | direção geral |
| 1997/1998 | Por Amor        | Rede Globo  | direção geral |
| 1996      | O Fim do Mundo  | Rede Globo  | direção geral |